# رودخانه ییه
رودخانه ییه (به انگلیسی: Yí River) رودخانه‌ای است که در اوروگوئه جریان دارد.